# Pere Relats i Arimon
Pere Relats i Arimon (Lliçà d'Amunt, 20 d'agost de 1934 - Els Encantats, Espot, 1973) va ser un mossèn catòlic de la diòcesi de Barcelona.

## Biografia
Va néixer en el si d'una família nombrosa. En Pere era el desè dels fills. La família era de profundes arrels cristianes, tenia dues germanes religioses. La família, d'arrel pagesa, era més aviat benestant, treballadora i molt emprenedora. Mn. Lluís Bonet i Armengol, parlant de la infantesa d'en Pere, diu: «De petit en Pere era un noi normal, com tots els altres nois; enjogassat, rialler, senzill però sempre traspuava una bondat quasi innata, fent-se estimar pels altres nois.» 
Va entrar al Seminari Menor l'any 1944, després estudià teologia al Seminari Conciliar de Barcelona, va ésser ordenat prevere l'any 1955 a la vila d'Esparreguera. Va treballar pastoralment a Castellar del Vallès, a Premià de Mar durant dos anys i mig com a vicari a Sant Cristòfol (1959-1961), al costat del rector mossèn Manel Torrents, i a l'últim a la parròquia de Sant Bernat Calbó de Barcelona. L'any 1968 entrà a formar part de l'equip sacerdotal del Poblenou. Amoïnat per la pastoral obrera, entre 1970 i 1971 passà un any a Madrid, inserit en el món obrer de la construcció. L'any 1973, mentre acompanyava un grup de joves de les parròquies de Santa Maria del Taulat i Sant Bernat Calbó, va trobar la mort en un accident de muntanya als Encantats. Per a sentir l'esperit que ha deixat Pere Relats moltes persones que el van conèixer han dit que era un home que ha deixat empremta.
Un llibre de Pere Relats que es va editar després de la seva mort; Estudis d'Evangeli ens diu: «les notes de Pere Relats us acompanyaran en la lectura dels evangelis i dels Fets dels Apòstols, sobretot per fer-vos adonar que la Paraula de Déu arrelava en ell i donava fruit a mesura que aprenia de viure-la enmig dels homes que l'envoltaven». Els Estudis d'Evangeli sens dubte no eren destinats a ésser publicats. L'objectiu del llibre és ajudar a reflexionar i a no deslligar la fe de la vida de cada dia. L'evangeli era per a ell el seu pa de cada dia. Buscava fragments de l'evangeli per relacionar el que havia passat durant el dia (a les colònies) o bé després d'una reunió. Tenia molt present que la figura de Jesús era el seu bastó. El seu fil conductor de la vida era seguir Jesús.

## A Premià de Mar
Altre llibre de Pere Diari d'un any de peonatge ens ho explica en primera persona. Les dades més importants de l'estada a Premià les assenyala ell mateix en uns apunts que hem trobat a les seves llibretes. Aquestes pàgines estan escrites en castellà, i deuen correspondre a una presentació que en Pere devia fer d'ell mateix a algun grup de persones no catalanes. Probablement, als companys que van fer amb ell l'any del «Pradó» a Madrid. En aquesta pàgina diu: 
- La primera época de vicario, en Premiá, 2 años y medio. Llegué con 25 años, en 1959.
- Acabado de salir del seminario. Lo que mandaba el párroco era mi trabajo: Feliz le consulto en todo.
- Descubro la JOC (Joventut Obrera Católica): descubro los hombres: su realidad.
- Descubro el mundo del trabajo —parece playero, pero en Premiá la gente trabaja en 2 fábricas de 500 obreros cada una—, veo injusticias (a través de un señor que es la mano derecha).
- De «cara» al párroco, que está enfermo: Su testimonio no prueba ante la gente. Esto me hace sufrir: no quiero romper con él (me parece peor; algunas veces lo veo «cruz», otras me rebelo como una bestia).
- En la práctica, hago mucho lo que me deja: enfermos, monaguillos, despacho, descubro el bien que se puede hacer en el despacho, liturgia (miro de que sea todo menos anti testimonio que la imagen que da el rector: sobre todo en el tema del dinero).
- Reuniones: las hago a escondidas. Las del día, se lo digo; las de noche no. (Pienso que si él supiera lo que es lo dejaría, estoy seguro que de entenderlo, lo querría). No hago caso cuando está serio por esto, a veces, yo también estoy serio. Sobre su salud: Miro de tratarlo con amor. Me canso. Me enfado. Y lo digo a otro sacerdote.

- Con el Obispo: No lo veo casi nunca. Me uno a él, solo teóricamente y a través de la Iglesia universal, que efectivamente, lo echo de menos.
Tal vegada, el que cal subratllar d'aquesta primera trajectòria ministerial que descriu en Pere és que els anys del seu servei sacerdotal a l'església de Premià es desenvoluparen en un període d'eufòria i expansió dels anomenats moviments especialitzats d'Acció Catòlica». A Premià concretament s'havien creat grups a la parròquia de la JAC, el masculí i el femení, i un altre de la JOC, que portaven i dirigien els vicaris, en aquells anys mossèn Pere Relats. «Va ésser l'època en la qual va dominar, en els sectors més dinàmics de l'església, la preocupació per aproximar-se amb esperit missioner als ambients allunyats. L'Acció Catòlica es va organitzar, en funció d'aquests diversos ambients, en moviments especialitzats: obrer, estudiant, independent, rural. Mossèn Pere anota precisament, entre els seus primers descobriments en sortir del seminari, la JOC i el món del treball. Per a fixar unes dates estrictes que enquadrin aquest moment de la vida eclesial que tant va influir en la personalitat d'en Pere, n'hi ha prou de recordar uns pocs punts. L'any 1959 va ésser l'any dels nous estatuts de l'Acció Catòlica espanyola, segons els quals s'organitzà en moviments especialitzats. L'any 1959 va ésser també l'any del primer pla d'estabilització, en el qual es concretà el canvi a nivell de Govern amb l'entrada dels ministres de l'Opus en les carteres econòmiques; la vitalitat dels moviments obrers catòlics va trobar un incentiu per a una creixent identificació amb els interessos de la classe obrera, en l'empitjorament de les condicions de vida que es produí arran del pla d'estabilització». Amb mossèn Pere Relats es fèien les reunions de la JAC, s'hi implicava, encara que era una mica reservat, molt calmat, però molt expressiu, profund i amb una gran vida espiritual. Seguia la idea de la JAC amb el llibre, fèia revisió de vida i cada setmana s'exposava el que s'havia viscut durant aquells dies. Era un vicari d'empenta. S'interessava pels joves i sobretot pels problemes dels treballadors i els jornalers. Escoltava molt.

## Al Poblenou
Al 1961 mossèn Pere va ésser destinat de vicari a una parròquia de Barcelona, durant vuit anys i tot seguit a una altra; finalment a la parròquia de Sant Bernat Calbó de Barcelona. Al 1970 com que era membre del grup dels sacerdots del “Pradó”, va marxar a Madrid. Allà durant un any, seguint el costum del Pradó, va dedicar hores llargues de reflexió, que ells en diuen “Estudi d'Evangeli”. El resultat d'aquesta lectura dels evangelis i del llibre dels Fets dels Apòstols escrit en forma de diari, constitueix un parell de llibres, publicats a la col·lecció “Gra de blat”. I com que s'havia endinsat en el món obrer, va fer en diferents feines de peó com a sacerdot obrer.
Quan va tornar a Barcelona va ésser nomenat rector de Sant Bernat Calvó del Poblenou. Va morir en accident de muntanya el 8 d'agost de 1973, estimbat durant una excursió, es quedà endarrerit i a causa d'una relliscada va rodolar pedres avall d'una tartera. Tenia, doncs, en morir, trenta-nou anys». Gràcies al llibre Diari d'un any de peonatge sobre el seu diari personal de peó, ens ha deixat la seva espiritualitat més íntima. En el seu diari: “Anar al Fons” ens diu: “Fa uns dies de campionat: pluja, vent, fang… Hi ha més d'un home gran que ha treballat tot el dia, mullant-se a poc a poc, perquè no hi havia vestits de plàstic per a tothom… ni botes… I aquests homes, sense protestar… ;No és aquest el veritable món obrer oprimit? Si hi vas tu, ho demanes o protestes; t’ho donaran i tot arreglat… Ells es quedaran igual… Com crear consciència en aquests homes? És tan fàcil buscar-te la teva solució i els altres que s'apanyin…! Com avançar junts? Crist, realment, és germà de tots aquests homes…,s'ha fet igual… No el coneixen, però és al seu costat… No he fet res. No sabia com fer-ho. L'únic: que no he demanat cap vestit (el meu l'he donat), tampoc botes, «mono»… Però això queda per a mi. De cara enfora, què? Déu meu! Em perdo. L'únic que faig és sofrir i d'una manera inútil. ¿Pot assemblar-se una mica (i tan mica) a la vostra Passió. És covardia?” (2.4.1971).
Fragments com aquest —gairebé tots els del diari de mossèn Pere Relats— deixen la porta entreoberta i, sovint, oberta de bat a bat, per a poder entrar en la seva persona. La seva configuració interior hi apareix amb claredat: la sensibilitat obstinada pels detalls, la captació profunda de les situacions i dels problemes, l'observació apassionada i apassionant de les persones…»

## Fundació Pere Relats
L'any 1972, un grup reduït de persones de les comunitats parroquials de Santa Maria del Taulat i de Sant Bernat Calbó, encapçalades per mossèn Pere Relats, van formar el grup de “vells i malalts”. A través d'ell, tenien la intenció de valorar les necessitats d'aquest col·lectiu i desenvolupar alguna acció concreta. Va ésser així com van detectar que al barri del Poblenou hi havia persones, homes i dones grans, que estaven soles o insatisfetes al lloc on vivien i desitjaven continuar vivint al barri. És a partir d'aquí que es creen les “Llars” —residències petites— per a donar acollida, dins els caliu d'una llar i de la manera més personalitzada possible, a les persones grans que ho desitgin. D'aquesta manera, i amb el suport desinteressat dels voluntaris, van trobar la companyia que els faltava.
En morir mossèn Pere Relats en honor seu van passar a dir-se “Llars Pere Relats”. Després l'Associació Pere Relats va crear-se l'any 1975 per donar cobertura legal al projecte i canalitzar els recursos de què es disposava, procedents de donatius de particulars. Posteriorment, l'any 1997, es va crear la Fundació Pere Relats per a atendre els residents del carrer de Venero, 4-6. Amb el pas del temps s'hi ha anat incorporant personal més tècnic, qualificat i més responsable, que s'ocupa del dia a dia de la vida a les residències Pere Relats i dona resposta a les noves necessitats, proposant els canvis necessaris, tot observant la realitat que les envolta.

## Obres
- Relars i Arimon, Pere. Diari d'un any de peonatge, Planeta Deagostini, 2009)
- Relars i Arimon, Pere. Estudis d'Evangeli, 1974